# 能代球場
能代球場（のしろきゅうじょう）は、秋田県能代市にある野球場である。2007年に、当地出身の元プロ野球選手山田久志にちなみ、山田久志サブマリンスタジアムの愛称がつけられた。

## 概要
1985年（昭和60年）開場。付近に能代山本スポーツリゾートセンターアリナスがあるほか、サブグラウンドといえる野球場が近辺に点在しており、周辺はスポーツゾーンをなしている。2005年（平成17年）に改修が行われ、これまで両翼93m、中堅120mだったのが現在の広さに拡張され、またスコアボードも電光掲示板（磁気反転式）に改められた。同年から弁天球場に代わって全国高等学校野球選手権大会秋田大会の会場として使用されるようになったほか、2007年（平成19年）の秋田わか杉国体では高校軟式野球競技の会場として使用された。
2015年（平成27年）から2016年（平成28年）にかけて、スポーツ振興くじ助成事業による助成金を受け、内野グラウンド・フェンス・スタンドベンチ・トイレ等の老朽化した施設の大規模改修が行われ、スコアボードもフルカラーLED方式へと更新された。余談ではあるが、新設されたスコアボードは、スターティングメンバー（審判を除く）の表記方法を二通り（スコアの下に縦書き、スコアの両側に横書き）設定できるようになっている。

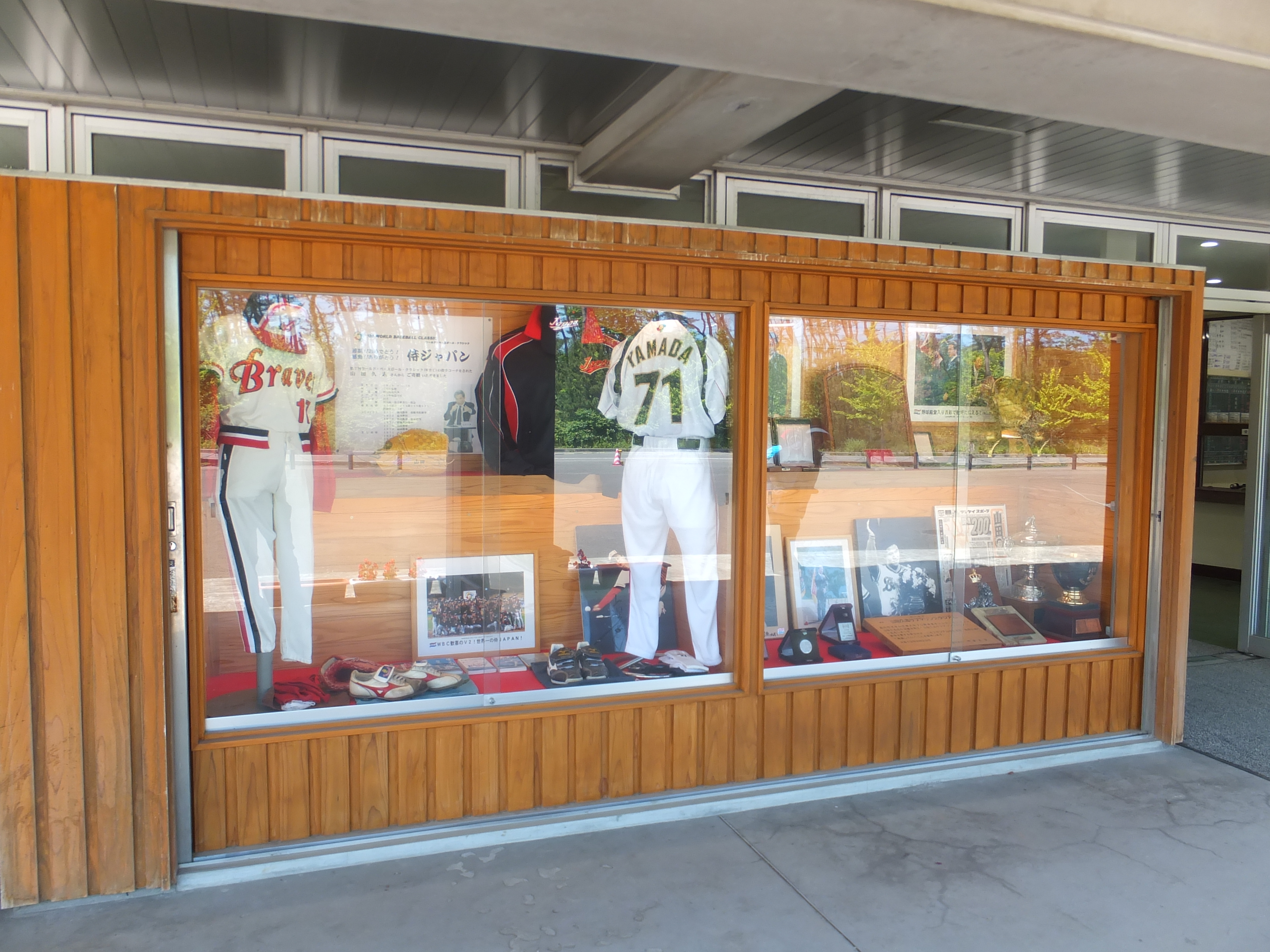
球場入口では山田久志に関する資料が展示されている。
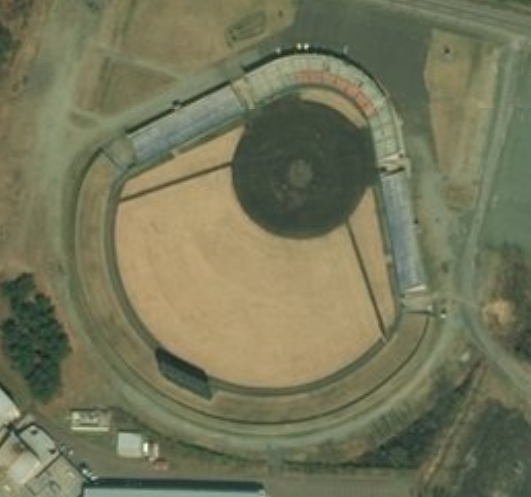
衛星図

## 施設概要
- グラウンド面積：13,744m2
- 両翼：98m、中堅：122m
- 内野：クレー、外野：天然芝
- スコアボード：フルカラーLED
- 収容人員：12,000人（メイン：2,000席　内野：2,500席　外野：7,500席）
- 照明設備：なし

## アクセス
- JR五能線能代駅から車で約10分（※最寄り駅そのものは向能代駅である）
- 秋田自動車道 能代南インターチェンジから車で約20分